# Breutelia dicranacea
Breutelia dicranacea là một loài rêu trong họ Bartramiaceae. Loài này được Müll. Hal. Mitt. mô tả khoa học đầu tiên năm 1859.